# Little Lenin Library
Die Little Lenin Library ist eine englische kommunistische Buchreihe mit Werken von Lenin. Die Bände enthalten Lenins kürzere Schriften bzw. Auswahlbände aus seinen Schriften zu verschiedenen Themen. Sie umfasst 27 Bände und erschien seit dem Jahr 1931. Sie wurde von Martin Lawrence bei Lawrence & Wishart veröffentlicht. Die Bände erschienen in den Jahren 1931 bis 1949. im Londoner Verlag Lawrence & Wishart erschien auch die „Little Stalin Library“.
Die folgende Übersicht erhebt keinen Anspruch auf Aktualität oder Vollständigkeit:

## Bände
- 1 The Teachings of Karl Marx, 48pp
- 2 The War and the Second International, 63pp
- 3 Socialism and War 48pp
- 4 What is to be Done?, 176pp
- 5 The Paris Commune, 62pp
- 6 The Revolution of 1905, 55pp
- 7 Lenin on Religion, 56pp
- 8 Letters from Afar (including the Letter to the Swiss Workers), 48pp
- 9 The Tasks of the Proletariat in our Revolution, 48pp
- 10 The April Conference. 62pp
- 11 The Threatening Catastrophe and how to Avoid it. 64pp
- 12 Will The Bolsheviks Maintain Power? 48pp
- 13 On the Eve of October. 48pp
- 14 State and Revolution, 96pp
- 15 Imperialism, The Highest Stage of Capitalism. 127pp
- 16 "Left Wing" Communism, An Infantile Disorder. 95pp
- 17 Two tactics of Social Democracy in the Democratic Revolution. 127pp
- 18 The Proletarian Revolution and the Tenegade Kautsky. 110pp
- 19 The Deceeption of the People. 47pp
- 20 War and the Workers. 39pp
- 21 Lenin and Stalin on Youth. 48pp
- 22 Opportunism and Social-Chauvinism. 46pp
- 23 Lenin and Stalin on the State. 48pp
- 24 Lenin and Stalin on Propaganda. 32pp
- 25 A Dictionary of Terms and Quotations. 44pp
- 26 Lenin and Britain. 48pp
- 27 Lenin and Stalin on the Party. 42pp.